# HMS Zinnia (1940)
ЕВК «Цинния» (англ. HMS Zinnia) — британский корвет типа «Флауэр», состоявший на вооружении КВМС Великобритании и участвовавший во Второй мировой войне.

## История
Заложен 20 августа 1940 на верфях «Смитс Док Компани», спущен на воду 28 ноября 1940. Официально введён в состав КВМС Великобритании 30 марта 1941.
Во время Второй мировой войны занимался эскортом конвоев в Атлантическом океане.
23 августа 1941 при выполнении задания по охране конвоя OG-71 был торпедирован подлодкой U-564 под командованием Райнхарда Зурена и затонул к западу от Португалии (координаты: 40°25′ с. ш. 10°40′ з. д.).